# Johann Kohlau
Johann Kohlau, auch Johann Köhlau (* 26. Mai 1632 in Lichtenburg; † 9. März 1686 in Eilenburg) war ein kursächsischer Verwaltungsjurist. 

## Leben und Wirken
Kohlau war als Juris Practicus auf der Lichtenburg tätig. Nach dem plötzlichen Tod des Amtmanns Christian Zschau wurde er im November 1672 als Amtsschösser im sächsischen Amt Eilenburg eingesetzt, wo er bis 1686 wirkte.